# Skigebiet Butorowy Wierch

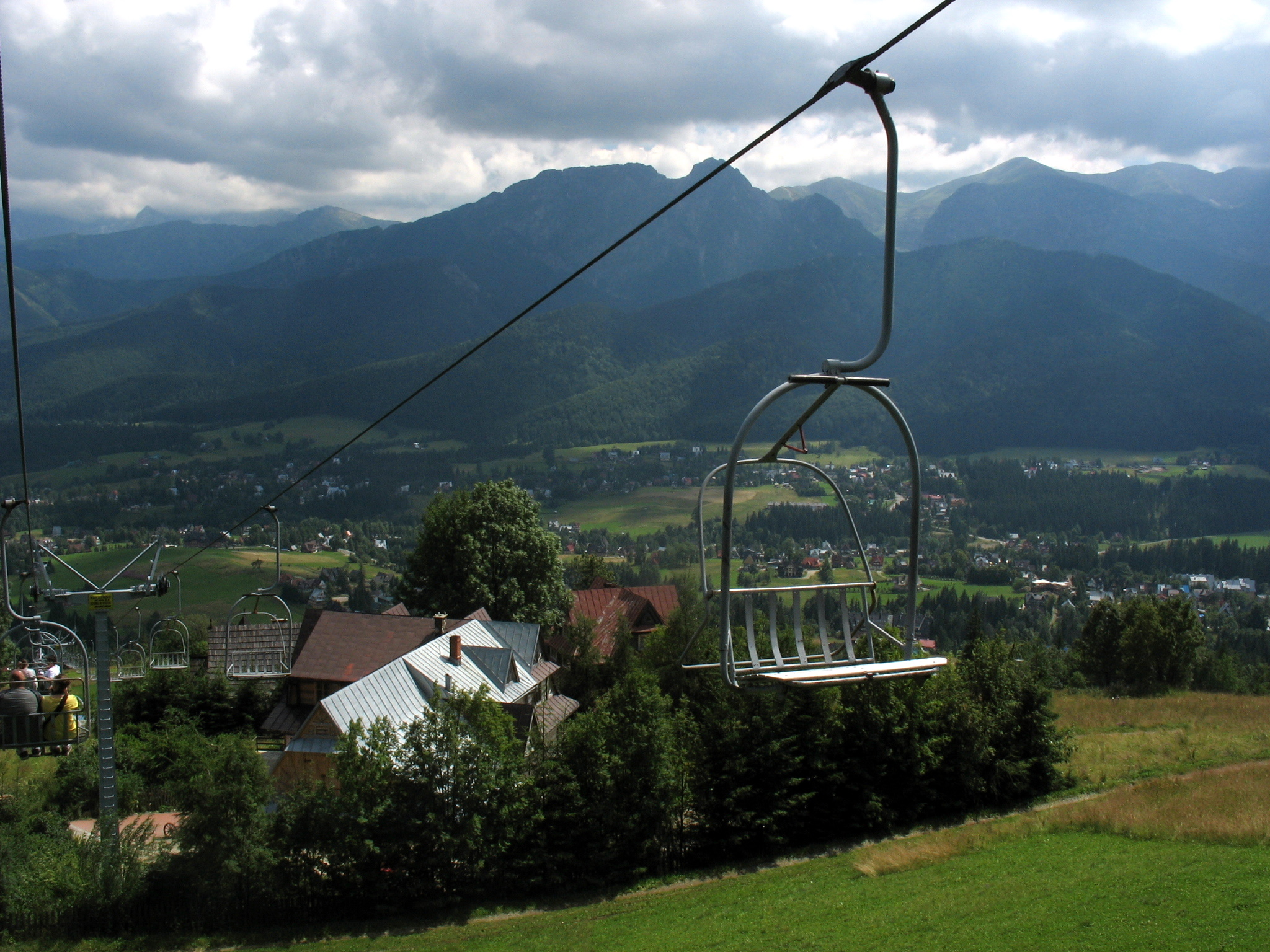
Seilbahn im Sommer

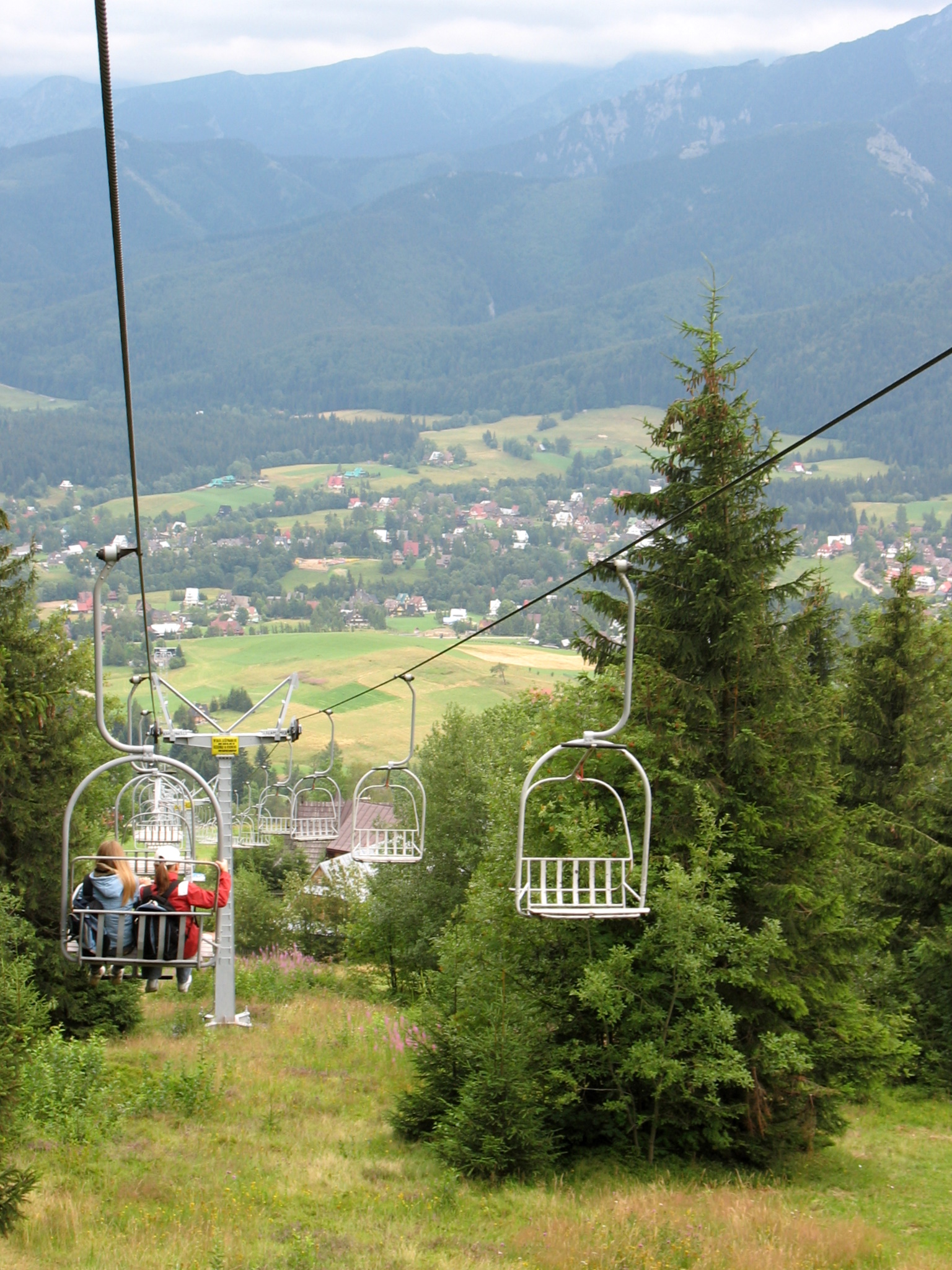
Seilbahn im Sommer

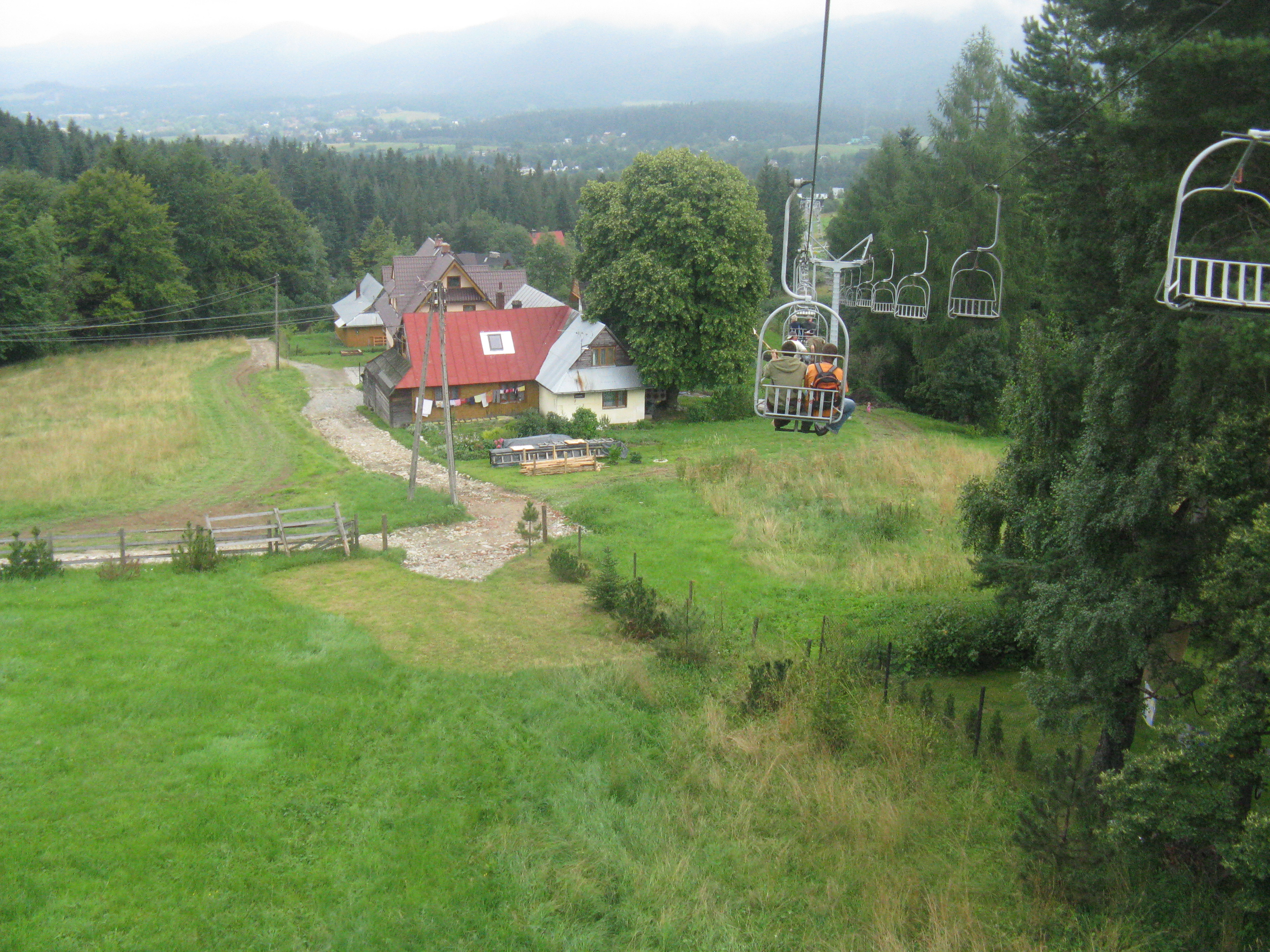
Seilbahn im Sommer

Das Skigebiet Butorowy Wierch liegt auf dem Gipfel und den Südhängen der Gubałówka in dem polnischen Gebirgszug Pogórze Gubałowskie auf dem Gemeindegebiet von Kościelisko im Powiat Tatrzański in der Woiwodschaft Kleinpolen. Es befindet sich außerhalb des Tatra-Nationalparks. Das Skigebiet wird derzeit aufgrund von Rechtsstreitigkeiten nicht betrieben. Die Seilbahn ist jedoch in den Sommermonaten in Betrieb. Sie wird von dem Unternehmen Polskie Koleje Linowe S.A. verwaltet.

## Lage
Das Skigebiet befindet sich auf einer Höhe von 886 m ü.N.N. bis 1158 m ü.N.N. Der Höhenunterschied der Pisten beträgt ca. 272 m. Es gibt eine rote (schwierige) sowie mehrere einfache Pisten. Die Gesamtlänge der Pisten umfasst ca. 2 km.

## Geschichte
Das Skigebiet wurde 1978 angelegt. Die Skilift wurde im selben Jahr errichtet.

## Beschreibung

### Skilifte
Im Skigebiet gibt es einen Sessellift und mehrere Tellerlifte. Insgesamt können bis zu 880 Personen pro Stunde befördert werden.

#### Skilift Butorowy Wierch
Der Skilift führt von Kościelisko bis knapp unter den Bergrücken der Gubałówka. Seine Länge beträgt ca. 1619 m.
| Name                    | Art        | Hersteller       | Breite Personen | Länge (m) | Zeit (min) | Höhenunterschied (m) | Personen pro Stunde | Obere Station    | Obere Station | Untere Station | Untere Station | Vmax (m/s) |
| Name                    | Art        | Hersteller       | Breite Personen | Länge (m) | Zeit (min) | Höhenunterschied (m) | Personen pro Stunde | Ort              | Höhe (m üNN)  | Ort            | Höhe (m üNN)   | Vmax (m/s) |
| ----------------------- | ---------- | ---------------- | --------------- | --------- | ---------- | -------------------- | ------------------- | ---------------- | ------------- | -------------- | -------------- | ---------- |
| Skilift Butorowy Wierch | Sessellift | Mostostal Zabrze | 2               | 1619      | 18         | 272                  | 880                 | Unter dem Gipfel | 1158          | Untere Station | 886            |            |

### Skipisten
Von der Gubałówka führt eine Skipisten ins Tal.
| Name                  | Schwierigkeit | Start         | Start        | Ziel           | Ziel         | Länge (m) | Höhenunterschied (m) | Neigung (%) | Licht | Kunstschnee | FIS    | FIS | Anmerkungen |
| Name                  | Schwierigkeit | Name          | Höhe (m üNN) | Name           | Höhe (m üNN) | Länge (m) | Höhenunterschied (m) | Neigung (%) | Licht | Kunstschnee | Nummer | bis | Anmerkungen |
| --------------------- | ------------- | ------------- | ------------ | -------------- | ------------ | --------- | -------------------- | ----------- | ----- | ----------- | ------ | --- | ----------- |
| Piste Butorowy Wierch | Rot           | Obere Station | 1158         | Untere Station | 886          | 1600      | 272                  | 17          |       |             |        |     |             |

## Infrastruktur
Das Skigebiet liegt im ca. drei Kilometer westlich vom Zentrum von Zakopane und ist mit dem Pkw erreichbar. An der unteren Station gibt es Parkplätze und mehrere Restaurants.